# A Way Out
A Way Out (tạm dịch: Một lối thoát) là một tựa game hành động-phiêu lưu do Hazelight Studio phát triển và Electronic Arts phát hành cho PS4, Xbox One và Microsoft Windows. Tựa game về chủ đề vượt ngục này không có chế độ chơi đơn, buộc người chơi phải chơi với một người chơi khác thông qua mạng Internet (online) hay trên cùng một thiết bị (local).

## Cốt truyện
Vincent Moretti là một tù nhân mới chuyển đến vì tội giết người. Trong tù, anh gặp và quen với Leo Caruso, bị bắt vì trộm cắp tài sản. Một hôm, một nhóm côn đồ là đàn em của trùm giang hồ Harvey cố gắng giết Leo, nhưng không thành vì Vincent can thiệp. Trong nhà y tế, họ tìm hiểu về nhau và Leo đã yêu cầu Vincent giúp Leo lấy cắp tài liệu trong văn phòng trại giam. Sau đó, Vincent biết được Leo đang có kế hoạch trốn thoát khỏi nhà tù và đã xin được trốn cùng. Ban đầu, Leo từ chối, nhưng rồi anh cũng nhận lời khi biết được rằng Vincent cũng có mối thù với Harvey.
Sau khi lấy cắp và sử dụng được các công cụ cần thiết, họ đã vượt ngục thành công trong một đêm mưa bão. Sau khi trốn thoát cảnh sát vào một khu rừng, họ tìm thấy một điểm cắm trại bỏ hoang. Họ nghỉ ngơi trong trại đó trước khi tiếp tục hành trình trốn chạy. Trong quá trình trốn chạy, Vincent đã kể rằng Harvey đã giết anh trai của anh, con Leo thì trước đây anh và Harvey đã cướp được một viên đá quý có tên là Black Orlov. Khi họ định bán nó cho một người, Harvey đã giết chết người đó và bỏ trốn cùng viên đá quý, còn Leo thì bị bắt.
Đến được thành phố, sau khi ghé thăm gia đình của Leo một lát, Vincent và Leo đến một khu công trường để tìm Ray, tên tay sai của Harvey. Sau cuộc rượt đuổi căng thẳng, Vincent và Leo đã khống chế được Ray và biết được Harvey đang ở Mexico. Để trả thù Harvey, trước tiên cả hai đã cướp súng từ một cửa hàng trong cây xăng. Jasmine, chủ cửa hàng, khi biết được hai người đang trả thù cho Harvey, đã đưa thông tin vị trí của hai người cho Harvey. Harvey nghe được đã đưa một tên sát nhân tới giết Vincent và Leo nhưng lại bị họ giết chết. Vincent sau đó đã liên lạc với phi công Emily để đưa họ đến Mexico.
Ngày tiếp theo, Emily đưa Vincent và leo đến Mexico để trả thù tên Harvey. Sau màn đấu súng với đàn em của Harvey, họ đã khống chế thành công Harvey, buộc hắn ta phải trả lại viên đá quý và giết chết luôn hắn ta. Trốn thoát khỏi sự truy sát của tụi đàn em còn lại của Harvey, họ trốn về Mỹ trên chiếc máy bay của Emily. Khi về đến Mỹ, họ bị bao vây bởi cảnh sát. Lúc này, danh tính thực sự của Vincent đã được tiết lộ. Hoá ra Vincent chính là một cảnh sát nằm vùng đã lâu, và người mua viên kim cương bị Harvey giết chết chính là anh trai của Vincent, Gary. Đau lòng vì cái chết của người anh, Vincent đã bàn với đồng nghiệp rằng anh ta sẽ đóng giả làm tù nhân và giúp Leo vượt ngục để tiêu diệt Harvey.
Bị phản bội, Leo khống chế Vincent và cướp xe cảnh sát để trốn. Không may, xe rơi xuống nước, và Leo sau khi thoát ra khỏi chiếc xe đã chạy trốn bằng ca nô cao tốc, còn Vincent được Emily hỗ trợ truy đuổi bằng trực thăng. Đến một nhà xưởng, Leo cướp súng của Emily, và cùng Vincent lao vào một cuộc chiến sống còn. Cuộc chiến kết thúc trên sân thượng khi cả hai đã đuối sức và bị thương. Khi thấy súng của một trong hai người đã rơi xuống gần đó, cả hai cùng cố gắng lấy. Một trong hai người lấy được súng và bắn người còn lại. Và cả hai người cùng bắt tay nhau lần cuối trước khi người bị thương qua đời.
Nếu Vincent còn sống, anh ta sẽ đến thông báo cái chết cho Linda (vợ Leo), rồi trở về với Carol (vợ Vincent) để hoà giải và cùng chăm sóc con gái mới sinh.
Nếu Leo còn sống, anh ta sống ẩn một thời gian rồi đưa bức thư của Vincent cho Carol, sau đó bỏ trốn cùng vợ con.

## Đánh giá
GameK: Để làm nên thành công của game, trước hết, cốt truyện được xây dựng khá chặt chẽ và logic, giúp người chơi dễ nắm bắt và xâu chuỗi lại với nhau. Gameplay của A Way out cũng khá là đơn giản và quen thuộc với nhiều người chơi. Điểm đặc biệt là Game mang lại cho người chơi chế độ chia 2 màn hình giúp cả hai theo dõi được tiến độ của nhau và chế độ lựa chọn giúp người chơi tự xây dựng cốt truyện phi tuyến của riêng mình. Đồ họa trong game cũng được đánh giá là ổn khi được đầu tư và chăm chút cho các chi tiết cảnh quan và nhân vật trong game.